# Marie-Félicité Brosset
Marie-Félicité Brosset, född 24 januari 1802, död 22 september 1880, var en fransk orientalist.
Han överflyttade till Ryssland, där han slutligen blev ständig sekreterare vid ryska vetenskapsakademin 1855. Brosset kan sägas han infört Kaukasus inom området för den europeiska vetenskapliga forskningen.
Bland hans mest kända arbeten är en upplagan med översättningar av den georgiska fursten Wachuschtis beskrivning av Georgien (1842) och dennes georgiska historia (fem band 1849-1858) samt Collections d'historiens arméniens (två band, 1874-1876), och Les ruines d'Ani (två band 1860-1861).